# ホンダ・RA273
ホンダ・RA273（ホンダ・アールエーにひゃくななじゅうさん）は、ホンダが1966年のF1世界選手権および1967年のF1世界選手権参戦用に開発したフォーミュラ1カー。

## 概要

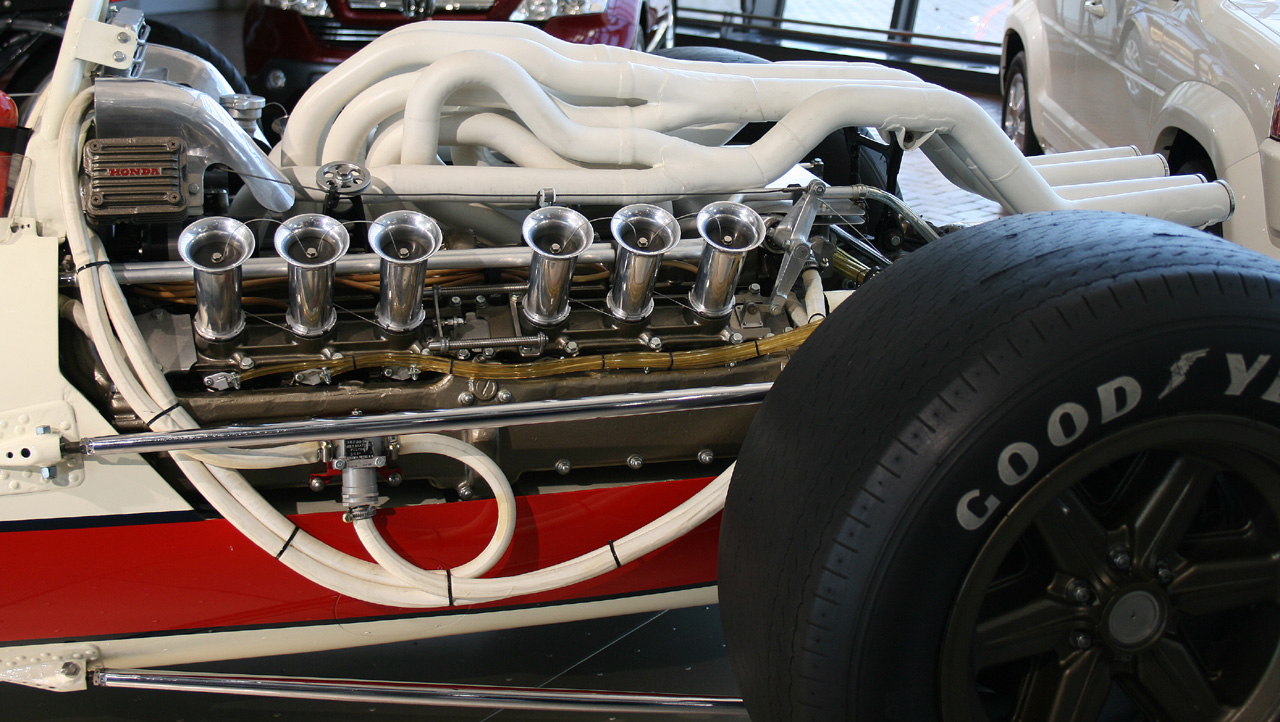
RA273E V12エンジン

1966年にF1のエンジン規定が大きく変更され、自然吸気エンジンの排気量が3,000ccに拡大された。規定に対応するためのエンジン開発が遅れ、RA273が投入されたのは1966年イタリアグランプリでのことであった。
新たなV12エンジンのRA273Eは入交昭一郎が設計した。バンク角が従来の60度から90度に拡げられ、シリンダーブロックの外側から吸気し、内側から排気する方式に変更された。Vバンクの上にはエキゾーストパイプが絡み合うように配置された。入交によれば、久米是志・川本信彦の2人が前年に開発したフォーミュラ2（F2）用の1L・直列4気筒エンジン（約140馬力を発揮した）がベースとなっているため、その3倍である420馬力を目標として設計したが、実際にはセンター・テイクオフ方式の採用によるロスや、排気ガスの掃気がうまくいかなかったことなどが影響し、400馬力を下回る出力しか得られなかった。
RA272まではエンジンが横置きに搭載されていたが、排気量の拡大に伴うエンジンサイズ拡大で困難になったため、一般的な縦置きに改められた。それに伴いギアボックスもエンジンと分離された。
しかしホンダF1の伝統ともいえる重量過多の傾向は変わらず、本マシンでもエンジン単体重量が220kg、総重量は実に720kgにも達し、レギュレーション上の最低重量である500kgを大幅に超過していた。これは本田宗一郎やデザイナーの武田秀夫の方針で、マシンの耐久性を重視し各所に金属を多用した影響による。
また当時のホンダの技術力の問題から、RA273はタイヤのトー角がコーナリング時に過大に変化してしまう問題を抱えていた。このためシーズン後半には、トー角の変化の影響を少なくするためフロント・リア共にトレッド幅を20cm拡大したマシンを投入したが、結果は芳しくなかった。
1967年シーズンはリッチー・ギンサーに代わってホンダ入りしたジョン・サーティースがドライブ。サーティースの希望により、トレッド幅はオリジナルとワイドトレッド車の中間程度に変更された。また軽量化目的で、エンジンブロックとギアボックスの素材がアルミニウム合金からマグネシウム合金に変更され、合計で40kg軽量化を果たしたが、エンジンの冷却水とマグネシウムが反応して水素ガスが発生する（またそれによりオーバーヒートが起きる）問題に悩まされることになった。
現在はツインリンクもてぎ内にあるホンダコレクションホールに7号車と18号車が保存されており、7号車は近年新たに製作されたRA273Eを搭載しておりイベントなどでたまに走行している。18号車は保存後走行したことはない模様。

## F1における全成績
(key) （太字はポールポジション、斜字はファステストラップ）
| 年   | チーム             | エンジン               | タイヤ | ドライバー           | 1   | 2   | 3   | 4   | 5   | 6   | 7   | 8   | 9   | 10  | 11  | ポイント | 順位 |
| ---- | ------------------ | ---------------------- | ------ | -------------------- | --- | --- | --- | --- | --- | --- | --- | --- | --- | --- | --- | -------- | ---- |
| 1966 | ホンダ R&D Co      | ホンダ RA273E 3.0L V12 | G      |                      | MON | BEL | FRA | GBR | NED | GER | ITA | USA | MEX |     |     | 3        | 8位  |
| 1966 | ホンダ R&D Co      | ホンダ RA273E 3.0L V12 | G      | リッチー・ギンサー   |     |     |     |     |     |     | Ret | NC  | 4   |     |     | 3        | 8位  |
| 1966 | ホンダ R&D Co      | ホンダ RA273E 3.0L V12 | G      | ロニー・バックナム   |     |     |     |     |     |     |     | Ret | 8   |     |     | 3        | 8位  |
| 1967 | ホンダ・レーシング | ホンダ RA273E 3.0L V12 | F      |                      | RSA | MON | NED | BEL | FRA | GBR | GER | CAN | ITA | USA | MEX | 20*      | 4位  |
| 1967 | ホンダ・レーシング | ホンダ RA273E 3.0L V12 | F      | ジョン・サーティース | 3   | Ret | Ret | Ret |     | 6   | 4   |     |     |     |     | 20*      | 4位  |

- * RA300での成績も含む。

## プラモデル
RA273は1967年に田宮模型（現・タミヤ）からプラモデルとして製品化された。前年にグランプリのため空輸される直前の羽田空港の倉庫内での取材を元にモデル化され、製品化には8ヶ月を要した。1/12モデルで1200円と当時としては高価なキットだったが、あっという間に初回ロットの1万キットが売り切れになるほどの人気を博した。
なおこのモデル化において、ドライバーズシート下に収められたスターター用バッテリー（しかもそのメーカー名まで再現されていた）など、通常の目視では絶対に確認できない部分までがプラモデル化されていたことなどから、ホンダの社内では「企業秘密の塊であるマシンがここまで忠実に再現されているのはおかしい」として一時問題になった。ただこれについては、ホンダF1の監督である中村良夫の「俺達のマシンを模型にしてくれたんだからいいじゃないか」という一言で結果的に不問に処されたという。実際のところは、倉庫内での取材以外にホンダ関係者から極秘に図面の提供を受けていたことを、後にタミヤ会長・社主の田宮俊作がインタビューで認めている。

## 参照
1. ↑  『ホンダF1 設計者の現場』（田口英治著、二玄社、2009年）pp.73 - 79
2. ↑  『F1地上の夢』（海老沢泰久著、朝日新聞社、1992年）pp.174 - 176
3. ↑  『F1地上の夢』pp.189 - 191
4. ↑  『F1地上の夢』p.206
5. ↑  『F1地上の夢』pp.212 - 213
6. 1 2  『田宮模型の仕事』（田宮俊作著、文春文庫、2000年）pp.194 - 205
7. ↑  シリーズ 写す人 第一回「創造の記憶」（後編） 株式会社タミヤ社主・田宮 俊作氏 - マカロニアンモナイト